# W Grupa
Die W Grupa (W als dritter Buchstabe des bulgarischen Alphabets, daher teilweise fälschlich als C Grupa im deutschen bezeichnet) ist die dritthöchste Spielklasse im bulgarischen Fußball, daher wird sie auch als Treta liga bezeichnet. Unterhalb der beiden Profispielklassen ist sie die höchste Amateurspielklasse.

## Hintergrund und Geschichte
Die W Grupa wurde 1950 im Zuge der Einführung einer landesweiten zweithöchsten Spielklasse unterhalb der A Grupa zusammen mit der B Grupa als regionale dritthöchste Spielklasse eingeführt. Dabei gibt es seit jeher vier regionale Staffeln. Die Liga wird vom bulgarischen Verband organisiert, für die jeweiligen Staffeln sind die regionalen Büros des Verbandes in Sofia (Südwest-Staffel), Plowdiw (Südost), Warna (Nordost) bzw. Weliko Tarnowo (Nordwest) zuständig. 
Als Zielstaffelgröße gelten 20 Mannschaften, hiervon wurde und wird jedoch aus verschiedenen Gründen abgewichen. Teilweise spielen hier finanzielle Aspekte eine Rolle, zudem ergaben sich Auswirkungen aufgrund der COVID-19-Pandemie. Die Meister der einzelnen Staffel steigen jährlich in die B Grupa auf, in Abhängigkeit der Ligastärke gibt es variierende Abstiegsregeln zu den Bezirksligen. Seit 1995 gibt es parallel zum Ligabetrieb und dem Landespokal einen zusätzlichen Pokalwettbewerb für bulgarische Amateurvereine.